# Dritan Çela
Dritan Çela (ur. 11 stycznia 1970 w Helshanie, zm. 4 marca 2006 w Tiranie) – albański tłumacz utworów autorstwa Dino Buzzatiego.

## Życiorys
W 1987 roku zaczął tłumaczyć utwory autorstwa włoskiego pisarza Dino Buzzatiego, wśród których znajdował się utwór Pustynia Tatarów; za swoją działalność został nagrodzony przez czasopismo Zëri i Rinisë. W 1988 roku rozpoczął studia z zakresu italianistyki, których jednak nie ukończył.

## Życie prywatne
Był synem pochodzącego ze Szkodry pisarza Ziji Çeli, matka Dritana pochodziła z Himarë.